# Ассамська мова
Асса́мська мо́ва (асс. অসমিয়া, ассамія) — мова індоарійської групи індоєвропейської сім'ї. Є рідною приблизно 15 мільйонам людей, що живуть переважно в північно-східному індійському штаті Ассам і сусідніх штатах. Невеликі меншини, що говорять ассамською мовою, живуть також у Бангладеші і Бутані. Ассамська мова використовує пристосовану бенгальську абетку.
Ассамська мова близька до бенгальської та орія. Всі три ці мови походять від магадхі, східного діалекту пракриту. Найдавніші сувої ассамською мовою датуються XIV століттям за часів правління короля Дурлабхнараяна. На ассамську мову протягом історії її існування значно впливали тибето-бірманські та австроазійські мови.
Новий розвиток отримала у XIX ст. Появі літературної мови сприяли поети та письменники Хемчандра Баруа та Ґунабхірам Баруа. Засновником сучасної ассамської літератури вважається Лакшмінатх Безбаруа. Елегію, сонет та білий вірш до ассамської літератури ввів Хітешвар Барбаруа. Засновником історичного роману став Раджанікант Бордолай.